# Telipna villiersi
Telipna villiersi är en fjärilsart som beskrevs av Henry Stempffer 1965. Telipna villiersi ingår i släktet Telipna och familjen juvelvingar. Inga underarter finns listade i Catalogue of Life.